# Киевска духовна академия
Киевската духовна академия е най-старото висше духовно училище в Украинската православна църква (Московска патриаршия).
Историята ѝ датира от началото на XVII век, когато Киевската митрополия (на територията на Полското кралство) е под юрисдикцията на Вселенската патриаршия. Нейните преподаватели играят ключова роля в създаването на висшето образование в Русия в средата на XVII век.
Няколко седмици след учредяването на 14 октомври 1615 г. на Богоявленския манастир [Киевско (Богоявленско) братство] край Киев е създадено т.нар. Киевско братско училище за изучаване на езици (славянски, полски, гръцки и латински), риторика, богословие и някои общообразователни предмети. Архимандрит Петър Могила на 30 декември 1632 г. подписва споразумение с Киевското братство за обединяване на училището с друго в Киевско-Печорската лавра (създадено през 1627 г.) в духовно училище със седалище в Братския манастир начело със самия П. Могила. В началото на 1632 г. обединението им е потвърдено от Киевския митрополит Исая Копински и хетман Иван Петражицки. Училището е наречено Киевска колегия, а след смъртта му (1647) – Киевско-Могилянска колегия.
През ноември 1632 г. П. Могила е избран във Варшава за митрополит Киевски, Галицки и на цяла Русия. Полага много усилия за реформиране на училището, особено на учебната му програма. За да стане обаче академия (тоест висше училище), каквато била мечтата му, трябвало да се преподават задълбочено богословие, философия, както и други нужни дисциплини. Полският крал Владислав обаче не разрешава да се открие висш клас в училището и затова випускниците се отправяли на запад, където получавали висше богословско образование, но в католически училища. Това явление по-късно е наречено „латинско пленение на руското богословие“.
След смъртта на П. Могила следват 40 години размирици, довели училището до пълна разруха и унищожение на повечето сгради. През 1686 г. е сключен договор, по който Киев окончателно преминава към Русия. На 26 септември 1701 г. цар Петър I издава грамота, в която Киевското училище е признато за (висша) академия. Петър I счита училището за главна ковачница на кадри за провежданато от него държавна реформа. В следващия половин век академията става най-престижното висше училище в Руската империя.
По време на Първата световна война заради настъплението на германците Киевската духовна академия е частично евакуирана в Казан (1915), нейните сгради са реквизирани, но все пак се води минимална работа по частни домове. След установяването на съветска власт окончателно спира държавното финансиране. Ускорява се упадъкът на академията, стигнал до фактическо прекратяване на дейността през 1923 г.
След Великата Отечествена война вследствие на новата политика към религията постепенно се възражда религиозното образование. Открита е Киевската духовна семинария през 1947 г., закрита обаче през 1960 г. и възстановена в Киевско-Печерската лавра едва през 1989 г. Когато завършва първият випуск на семинарията през 1992 г., започва набирането на студенти и се откриа възстановената Киевска духовна академия.
Много български възрожденци са възпитаници на Киевската духовна академия.